# 당고개 (노원구)
당고개는 서울특별시 노원구 상계동에 있는 고개이다. 정확한 문헌은 없으나, 별내에서 대대로 살아온 토박이에 의하면 이 고개가 조선시대에 노원면과 별비곡면(현재의 별내면)의 경계가 되는 곳이었다고 한다. 인근에 서울 지하철 4호선 불암산역이 위치하고 있다.